# Hyżne
Hyżne è un comune rurale polacco del distretto di Rzeszów, nel voivodato della Precarpazia.
Ricopre una superficie di 50,98 km² e nel 2004 contava 6 792 abitanti.